# Tuffi ai campionati mondiali di nuoto 2013 - Grandi altezze maschile
La competizione di tuffi dalle grandi altezze maschile dei campionati mondiali di nuoto di Barcellona 2013 si è svolta in due fasi. Il primo turno, a cui hanno partecipato 13 atleti, si è svolta nel pomeriggio del 29 luglio e si sono eseguiti i primi due tuffi mentre nel secondo turno, il pomeriggio del 31 luglio, i rimanenti tre tuffi.

## Medaglie
| Posizione | Atleta           | Paese         |
| --------- | ---------------- | ------------- |
| Oro       | Orlando Duque    | Colombia      |
| Argento   | Gary Hunt        | Gran Bretagna |
| Bronzo    | Jonathan Paredes | Messico       |

## Risultati
| Pos. | Atleta              | Nazionalità   | Round 1 | Round 2 | Round 3 | Round 4 | Round 5 | Totale |
| ---- | ------------------- | ------------- | ------- | ------- | ------- | ------- | ------- | ------ |
|      | Orlando Duque       | Colombia      | 106.40  | 110.70  | 100.70  | 129.60  | 142.80  | 590.20 |
|      | Gary Hunt           | Gran Bretagna | 106.40  | 106.60  | 102.60  | 170.10  | 103.60  | 589.30 |
|      | Jonathan Paredes    | Messico       | 102.60  | 110.70  | 102.60  | 129.85  | 132.60  | 578.35 |
| 4    | Michal Navrátil     | Rep. Ceca     | 102.60  | 104.55  | 98.80   | 115.15  | 119.60  | 540.70 |
| 5    | Matthew Cowen       | Gran Bretagna | 95.00   | 102.50  | 96.90   | 135.20  | 110.00  | 539.60 |
| 6    | Artem Silchenko     | Russia        | 95.00   | 120.95  | 102.60  | 128.80  | 73.20   | 520.55 |
| 7    | Anatoliy Shabotenko | Ucraina       | 85.50   | 73.80   | 102.60  | 127.50  | 109.20  | 498.60 |
| 8    | Kris Kolanus        | Polonia       | 85.50   | 67.65   | 88.20   | 107.80  | 120.00  | 469.15 |
| 9    | Steve Lobue         | Stati Uniti   | 102.60  | 98.40   | 70.30   | 79.30   | 95.20   | 445.80 |
| 10   | Blake Aldridge      | Gran Bretagna | 83.60   | 90.20   | 91.20   | 91.35   | 86.80   | 443.15 |
| 11   | Kent DeMond         | Stati Uniti   | 85.50   | 86.10   | 85.50   | 88.20   | 75.40   | 420.70 |
| 12   | Cyrille Oumedjkane  | Francia       | 62.70   | 92.25   | 79.80   | 93.60   | 75.00   | 403.35 |
| 13   | Jorge Ferzuli       | Messico       | 83.60   | 12.00   | 64.80   | 95.00   | 100.80  | 356.20 |